# Cox's Orange Pippin
Cox's Orange Pippin es una variedad cultivar de manzano (Malus domestica).
Criado por el horticultor Richard Cox en Colnbrook Lawn, Slough, Buckinghamshire, Inglaterra en 1825. Las frutas son jugosas y dulces con un rico y aromático sabor a nuez.

## Sinónimos
- "Apelsinnyi renet",
- "Aranciata di Cox",
- "Cos Orange",
- "Cox",
- "Cox Narancs Renet",
- "Cox Orange",
- "Cox Orange Pippin",
- "Cox Orangen Pippin",
- "Cox Orangen Reinette",
- "Cox Orangen Renette",
- "Cox' Orangen",
- "Cox' Orangen-renette",
- "Cox's Orange",
- "Cox's Orange Pepping",
- "Cox's Orange Reinette",
- "Cox's Orange-Peppin",
- "Cox's Orange-Pippeling",
- "Cox's Orangen Pippin",
- "Cox's Orangen Reinette",
- "Cox's Orangen-Reinette",
- "Cox's Pomeranzen Pepping",
- "Cox's Pomeranzen-pepping",
- "Coxova Reneta",
- "Kemp's Orange",
- "Kempe's Orange",
- "Koksa Pomaranczowa",
- "Koksova oranjeva reneta",
- "Orange de Cox",
- "Oranjevii renet",
- "Peppeling Cox Orange",
- "Pomaranczowe Coxa",
- "Reinette Cox's Orangen",
- "Reinette Orange",
- "Reinette Orange de Cox",
- "Renet Coksa",
- "Renet Cox Portocaliu",
- "Renet Coxa",
- "Renet Portocaliu",
- "Reneta Coxa pomaranzowa",
- "Russet Pippin",
- "Verbesserte Muscat Reinette",
- "Verbesserte Muscat-Reinette".[4]

## Historia
'Cox's Orange Pippin' es una variedad de manzana, obtención en 1825 por el horticultor Richard Cox en Colnbrook Lawn, Slough, Buckinghamshire e introducido a la venta por Charles Turner en la década de 1850, y se cultivó comercialmente a partir de la década de 1860, particularmente en el Valle de Evesham en Worcestershire, y más tarde en Kent. Recibió un "Certificado de Primera Clase" de la Royal Horticultural Society en 1862.
'Cox's Orange Pippin' se cultiva en la National Fruit Collection con el número de accesión: 2000 - 008 y nombre de accesión: Cox's Orange Pippin (LA 62D).

## Características

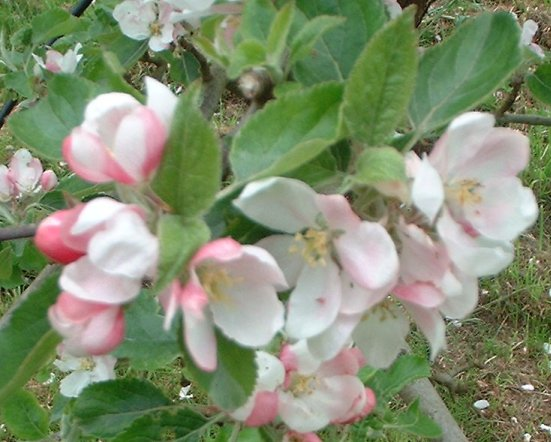
Floración de la Cox's Orange Pippin

'Cox's Orange Pippin' tiene un tiempo de floración que comienza a partir del 9 de mayo con el 10% de floración, para el 13 de mayo tiene una floración completa (80%), y para el 20 de mayo tiene un 90% de caída de pétalos.
'Cox's Orange Pippin' tiene una talla de fruto mediano; forma truncado-cónica, con una altura de 56.00mm y una anchura de 62.00mm; con nervaduras ausentes; epidermis con color de fondo amarillo, con sobre color marrón en una cantidad media-alta, con sobre color patrón rayado, "russeting" (pardeamiento áspero superficial que presentan algunas variedades) bajo; textura de la pulpa crujiente y color de la pulpa amarillento; los frutos son jugosos y dulces, con un rico y aromático sabor a nuez.
Su tiempo de recogida de cosecha se inicia a finales de septiembre, pero debe recogerse un poco antes porque tiende a dejar caer su fruto.

## Progenie
'Cox's Orange Pippin' es el Parental-Madre de la variedades cultivares de manzana:
- Cox's Early Export
- Saint Everard
- Feltham Beauty
- Ingrid Marie
- Ivette
- Saint Cecilia
- Edith Hopwood
- Kidd's Orange Red
- Celt
- Merton Worcester
- Fortune
- Winston
- Woolbrook Pippin
- Golden Bounty
- Francis (Thorrington)
- Channel Beauty
- Laxton's Royalty
- Ruby (Thorrington)
- Gloucester Cross
- Carswell's Orange
- Polly Prosser
- Rosy Blenheim
- Advance
- Dalice
- South Park
- Lynn's Pippin
- Ballard Beauty
- Ball's Pippin
- Wardington Seedling
- Pioneer
- Laxton's Victory
- Laxton's Favourite
- Laxton's Pearmain
- William Crump
- Hereford Cross
- King George V
- Sunset
- Anna Boelens
- Worcester Cross
- Langley Pippin
- Sunburn
- Carswell's Honeydew
- Merton Pippin
- Red Ingrid Marie
- Karmijn de Sonnaville
- Oranje de Sonnaville
- Kalco
- Sunset Sport
- Fiesta
- Elektra
- Prinses Beatrix
- Oxford Sunrise
- Directeur van de Plassche
- Jupiter
- Stowell Cox
- Winston coloured sport
- Leonie de Sonnaville
- Kosmonaut
- Clopton Red
- Ellison's Orange

'Cox's Orange Pippin' es el Parental-Padre de la variedades cultivares de manzana:
- Barry
- Dunning
- Houblon
- Jan Steen
- Lucullus
- Monroe
- Prinses Irene
- Prinses Margriet
- Prinses Marijke
- Prince Charles
- Freyberg
- Acme
- Tydeman's Late Orange
- Merton Russet
- Rubens
- Koningin Juliana
- High View Pippin
- Newport Cross
- Laxton's Triumph
- Chad's Favourite
- Allington Pippin
- Epicure
- Eden
- Renown
- Rival

'Cox's Orange Pippin' es origen de Desportes, nuevas variedades de manzana:
- Kortegaard Cox
- Crimson Cox
- King Cox
- Queen Cox[4][6]

## Ploidismo
Diploide. Autofértil, pero los cultivos mejoran con un polinizador compatible.